# JoWooD
JoWooD Entertainment AG (nota anche come JoWooD Productions Software AG) è stata un'azienda austriaca editrice di videogiochi, fondata nel 1995 e chiusa nel 2011.
Dopo il fallimento, il marchio viene utilizzato dalla Nordic Games per pubblicare videogiochi.

## Storia
Creata da Andreas Tobler e guidata in seguito da Franz Rossler, il 6 gennaio 2011, in rete apparve la notizia che JoWooD era in bancarotta, a causa dei debiti verso altre aziende, viste le numerose battaglie legali cui ha preso parte, oltre che alla tiepida accoglienza di Arcania: Gothic 4. Il fallimento avvenne in data 20 aprile 2011, e la società venne acquisita da Nordic Games; l'evento venne però salutato positivamente dai fans di Gothic, inferociti contro JoWood che ne aspettavano da lungo tempo la morte commerciale come sorta di "vendetta" per la scarsa qualità dell'atteso ArcaniA: Gothic 4 (definito "non Gothic") e la poca attenzione riservata alla clientela.

## Collaborazioni
Ha collaborato con molti sviluppatori, gran parte di essi inizialmente poco conosciuti al pubblico, come i Piranha Bytes (autori originali della serie Gothic), gli SpellBound (autori di Arcania: Gothic 4), la Trine Games (famigerati per il pessimo Gothic III: Forsaken Gods), i Perception Pty e molti altri.

## Videogiochi
È nota per lo sviluppo di giochi di ruolo, specialmente della serie Gothic e Spellforce, ma anche di Transport Giant, World War III: Black Gold, Hotel Giant, Sam & Max, Neighbours from Hell, Against Rome e AquaNox: Angel's Tears.

## Il neologismo
Secondo il sito Urbandictionary.com riporta il termine "JoWooded" (in italiano: "Jowoodizzato"). Un gioco è definibile "Jowoodizzato" quando l'editore non dà l'adeguato supporto né allo sviluppatore né agli utilizzatori/clienti finali e distribuisce il gioco nelle peggiori condizioni possibili, rendendolo pressoché ingiocabile a causa delle moltitudini di bug presenti e della sensazione di "gioco incompleto", cioè realizzato in fretta e furia tralasciando il completamento di alcune parti (trama, missioni, parti del mondo ove il gioco è ambientato), al solo scopo di fare soldi senza qualità e precisione degna di nota.
Il termine sarebbe applicabile anche ad una persona: in questo caso, "jowoodizzato" sta ad indicare che l'acquirente è stato fatto cadere nell'errore di ritenere meritevole di acquisto un gioco in realtà pessimo. Jowodizzato ha quindi il significato di "gabbato" o "raggirato".